# Stoneman
Stoneman ist eine 2004 gegründete Rock-Band aus der Schweiz. Mit dem Erscheinen ihres vierten Albums im Jahr 2014 vollzog die Band einen Stilwandel von englischsprachigem Dark Rock hin zur Neuen Deutsche Härte.

## Geschichte
Nachdem Mikki Chixx und Rico H im Frühjahr 2004 beschlossen eine Band zu gründen, fanden sie schnell einige Gleichgesinnte. Trotz mehrerer wechselnder Bassisten stand damit die Ursprungsformation der Band Stoneman fest. 2005 wurde die Demo Rough Demos and Unofficial Bootleg aufgenommen, die neben Studiomaterial auch vier Liveaufnahmen enthielt, welche beim zweiten Konzert von Stoneman als Support von Within Temptation aufgenommen wurde. Es folgten diverse Konzerte im In- und Ausland und zwei kleine eigenständige Europatouren als Warm-up. Im Mai 2006 gingen Stoneman mit Impaled Nazarene und Master auf Tour durch Europa. Da sich Bassistin Vanja, jetzt bei Triptykon, am Handgelenk verletzte, stieg sie aus der Band aus. Der Bass wurde vorerst elektronisch von Dave Snow gesteuert, welcher als Keyboarder bei der Band spielte. Der Abgang von Gitarrist Poxy wurde durch das neue Mitglied Mr. Fly ersetzt. Im Juni 2006 unterschrieben Stoneman einen Plattenvertrag beim deutschen Label Twilight.
Am 20. Oktober 2006 erschien das Debütalbum Sex Drugs Murder, bei dem Sabine Dünser den Gesang zu Devil in a Gucci Dress und Protect Me beitrug. Das Video zu Devil in a Gucci Dress lief auf diversen TV-Stationen wie MTV und VIVA. Im Herbst 2006 waren Stoneman mit den Deathstars auf Tour. Anfang 2007 wechselte Dave Snow zum Bass, worauf die Keyboards von einem Sampler abgespielt werden. Im Mai 2007 folgte eine weitere Europatour, diesmal bereits als Headliner.
Am 14. September 2007 erschien das zweite Album How to Spell Heroin, das wieder von Dave Snow produziert wurde. Es erhielt zwiespältige Besprechungen. Während es einerseits als deutliche Steigerung zu Sex Drugs Murder empfunden wurde, kritisierten andere die stets nach denselben Strickmuster aufgebauten Songs.
2008 traten sie bei einem der größten Festivals der Alternative- und Schwarzen Szene auf, dem Wave-Gotik-Treffen in Leipzig. Touren mit der deutschen Rockband Xandria sowie dem Glam-Rocker Wednesday 13 folgten, wobei letzterer auf dem dritten und bislang härtesten Album Human Hater einen Feature-Song eingespielt hat.
2011 unterschrieb die Band einen Managementvertrag bei der Branchengröße ICS Festival Service GmbH und dem Musikverlag Enorm Music.
2014 veröffentlichten Stoneman ihr viertes und bislang einziges komplett in Deutsch eingesungenes Album Goldmarie, welches über das führende Düster-Label Danse Macabre und Bruno Kramm herausgebracht wurde. Die Band schaffte es erstmals auf die Titelseiten und Posterbeilagen von spezifischen Musikmagazinen. Die Band konnte einen Platz 4 Einstieg in die Deutsche Alternative Charts (DAC) verbuchen.
Im Jahre 2015 war Stoneman die Vorband bei der "Terlingua"-Tour von Mono Inc. Des Weiteren absolvierte Stoneman einen Auftritt auf der Hauptbühne beim Wacken Open Air sowie weitere Festivalshows.
Nur ein Jahr später erschien bereits der Nachfolger „Steine“, der Stoneman noch mehr Erfolg einbrachte und sich erneut in den Alternative Charts platzierte. Mit dem Album im Gepäck schafften es Stoneman auch ihre erste Headliner 2016 in vollen Clubs durchzuführen. Zum Jahreswechsel brachte ihnen die Tour dann noch den Innocent Award als „best live band 2016“.
Nach dem Erscheinen des 3. deutschsprachigen Albums „Geil und elektrisch“ bei Massacre Records spielte die Band auf dem Wacken Open Air, nachdem sie im Vorjahr bei Rock the Ring 2018 gespielt hatte.
2024 meldete sich die Band in neuer Besetzung zurück. Im Februar erschien eine Jubiläumsausgabe des Erfolgsalbums Goldmarie mit einer neuen Bonussingle (Marie). Ein neues Studioalbum soll Anfang September erscheinen.

## Diskografie
- 2005: Rough Demos and Unofficial Bootleg (Kompilation, CD; Eigenvertrieb)
- 2006: Sex. Drugs. Murder. (Album, CD; Twilight)
- 2007: How to Spell Heroin (Album, CD; Twilight)
- 2010: Human Hater (Album, CD; Twilight)
- 2014: Goldmarie (Album, CD; Danse Macabre)
- 2016: Steine (Album, CD; NoCut Entertainment / SPV)
- 2018: Geil und elektrisch (Album, CD; Massacre Records)
- 2021: The Dark Circus (2004-2021) (Kompilation, 2xCD; Massacre Records)
- 2024: Goldmarie 2.0 (Album Remaster / Re-Release, CD/LP; Massacre Records)
- 2024: Neu! (Album, CD/LP; Massacre Records)

## Musikvideos
- 2007: Wer ficken will
- 2010: Zombie Zoo (feat. Wednesday 13)
- 2014: Mord ist Kunst
- 2014: Liebe Liebe
- 2015: Lolita
- 2015: Der Rote Vorhang
- 2016: Steine
- 2016: Eiskalt
- 2017: Wir schreiben Geschichte
- 2018: Geil und elektrisch
- 2018: Gott Weint (Geil und Elektrisch edit.)
- 2018: Dein General
- 2021: Als Ich Bei Meinen Schafen Wacht
- 2021: Was Eva will
- 2024: Marie
- 2024: Ferrari Pferd (Regie/Produktion: Matteo Fabbiani / VD Pictures)
- 2024: Heimatdiebe (Regie/Produktion: Sandro Horber / Filmwerk St. Gallen)